# Kyselina pimelová
Kyselina pimelová (kyselina heptandiová) je dikarboxylová kyselina, neboť obsahuje dvě karboxylové skupiny. Její molekula má sedm atomů uhlíku a její sumární vzorec je C7H12O4. Název je odvozen z řeckého pimele, česky tuk. Její soli se nazývají pimeláty.
Podle počtu uhlíků leží kyselina pimelová mezi kyselinou adipovou (6 atomů uhlíku) a kyselinou suberovou (8 atomů uhlíku). Molekula kyseliny pimelové tak obsahuje o jednu methylenovou skupinu více než kyselina adipová, která je prekurzorem mnoha polyesterů a polyamidů. Na rozdíl od kyseliny adipové má kyselina pimelinová jen velmi omezenou oblast použití v chemickém průmyslu.

## Biologický význam
- Pimeloyl-CoA je součástí biosyntézy aminokyseliny lysinu a vitaminu biotinu.
- Biosyntéza kyseliny pimelové není dosud zcela potvrzena, ale předpokládá se, že začíná s malonylovým CoA.

## Výroba
Stejně jako ostatní jednoduché dikarboxylové kyseliny bylo vyvinuto mnoho metod pro výrobu kyseliny pimelové. Patří mezi ně například:
- reakcí cyklohexanonu a kyseliny salicylové[2]
- oxidací cykloheptanonu oxidem dusičitým

- oxidací kyseliny palmitové a karbonylace kaprolaktonu

## Podobné sloučeniny
- kyselina diaminopimelová